# Australian Labor Party (Anti-Communist)
Die Australian Labor Party (Anti-Communist) (ALP-AC) war eine Abspaltung von Mitgliedern des rechten Flügels der Australian Labor Party (ALP) im April 1955, von katholisch gläubigen Menschen irischer Abstammung. Die ALP-AC nannte sich ab 1957 Democratic Labor Party und löste sich 1978 auf.

## Abgrenzung
Der Name Australian Labor Party (Anti-Communist) wurde bereits in den 1930er Jahren und von 1940 bis 1941 von Splittergruppierungen der ALP Gruppierung verwendet, die die Wahl des Premierministers Jack Lang von New South Wales unterstützte.

## Parteientwicklung
In der Zeit der ersten Wirtschaftskrise Australiens der frühen 1890er Jahre verschlechterten sich die Löhne, die Arbeitskonditionen und die Arbeitszeiten erhöhten sich. Als die Gewerkschaften streikten, hatten sie keinen Erfolg und die Australian Labor Party gründete sich 1891 und versuchte die Forderungen der Arbeiter politisch zu formulieren und durchzusetzen. Allerdings gelang es der ALP erst später australische Premierminister auf Bundesebene zu stellen: Andrew Fisher (1908–1909, 1910–1913 und 1914–1915), John Curtin (1941–1945) und Ben Chifley (1945–49). 
Nach den Erfahrungen des Zweiten Weltkriegs und der Verbreitung sozialistischer Vorstellung in der Sowjetunion und in der Volksrepublik China entwickelte sich die australische Arbeiterbewegung politisch nach links und auch die Communist Party of Australia (CPA) hatte vor allem politischen Einfluss in der australischen Gewerkschaftsbewegung und ihre Mitglieder wurden zu Gewerkschaftssekretären gewählt.
Eine Spaltung der Arbeiterbewegung entstand im Australischen Kohleminen-Streik von 1949 als die regierende Labor-Party von Ben Chifley diesen Streik durch Einsatz des Militärs niederschlug, weil sie dahinter die CPA vermutete und deren Einfluss zurückdrängen wollte. In der darauf folgenden Wahl im Jahr 1949 wurde die Labor-Regierung abgewählt. In der ALP gab es einen rechten und einen linken Flügel, wobei es sich bei der ALP-AC mehr um eine politische Mitte-rechts-Partei handelte. Der rechte Flügel der ALP befürchtete, dass kommunistische Ideen in der ALP und in den Gewerkschaften Einfluss gewinnen könnten. In der weiteren Folge spaltete sich im April 1955 eine Gruppe von Parlamentariern der Labor-Party ab und gründete die ALP-AC, die in der Folgezeit eine Regierungsbeteiligung der ALP behinderte und sich später 1957 in Democratic Labor Party umnannte.
Sieben Mitglieder des Parlaments von Victoria und achtzehn des Bundesparlaments von Australien traten 1955 aus der ALP aus. Die ausgetretenen Parlamentsmitglieder waren römisch-katholischen Glaubens bis auf zwei, und bis auf zwei waren sie irischer Abstammung und als Resultat der Parteispaltung kam es zu einer Entfernung irisch-katholischer Vorstellung in der ALP. Allerdings kamen auch weitere Mitglieder der ALP-AC nicht aus Irland, sondern aus katholischen Ländern Südeuropas.